# Batalla de Benevento (214 a. C.)
La batalla de Benevento se libró en 214 a. C. cerca de la moderna Benevento, durante la segunda guerra púnica. Las legiones romanas bajo las órdenes de Tiberio Sempronio Graco derrotaron a las fuerzas cartaginesas de Hannón el Viejo, negando la posibilidad de refuerzos a Aníbal. Con la derrota de los refuerzos enviados desde Cartago, Aníbal se vería obligado a enfrentarse nuevamente a los romanos.

## Antecedentes
Los nuevos cónsules, Quinto Fabio Máximo y Marco Claudio Marcelo del 214 a. C., presentaron al Senado una relación sobre la situación de la guerra, la consistencia de las fuerzas militares, y el despliegue de las tropas. Como resultado, se decretó continuar la guerra con 18 legiones completas, reclutando seis nuevas. En vista de estos preparativos, los habitantes de Capua, llenos de miedo, enviaron embajadores a Aníbal para pedirle que volviese a la ciudad. El cartaginés pensó que debía darse prisa y se dirigió hacia el lago del Averno, con el pretexto de hacer un sacrificio, pero con la intención de atacar a la guarnición romana de Puteoli.
Cuando Fabio se enteró del movimiento de Aníbal, marchó día y noche a reunirse con su ejército. Envió un despacho a Tiberio Sempronio Graco para que trasladase sus tropas de Luceria a Beneventum, y a su hijo, el pretor Quinto Fabio Máximo, le ordenó partir hacia Apulia para sustituir a Graco.
Mientras el cónsul Fabio Máximo llegaba a Casilinum, preparado para  asaltarla, ahora que estaba ocupada por una guarnición cartaginesa, llegaron a la vez a Beneventum el comandante cartaginés Hannón, procedente de Brucio, y el procónsul Tiberio Graco. de Lucera.

## La batalla
Al día siguiente, apenas salida el alba, Graco condujo a sus tropas y las dispuso sobre el campo de batalla. El contingente enemigo, también presto para enfrentarse a los romanos, estaba compuesto por 17.000 infantes, en su mayoría brucios y lucanos, y 1.200 caballeros númidas y maurii.
La batalla fue feroz y larga. Durante cuatro hora el resultado fue incierto, tanto en los choques de infantería, como los de la caballería, hasta que los cartagineses flaquearon y huyeron a su campamento. Los romanos les persiguieron e hicieron una masacre, impidiéndoles la fuga.